# 小叶水蓑衣
小叶水蓑衣（学名：Hygrophila erecta）是爵床科水蓑衣属的植物。分布在缅甸、印度以及中国大陆的广西、海南、云南等地，多生长于田野，目前尚未由人工引种栽培。